# Mount Ritchie
Mount Ritchie ist ein über 1600 m hoher Berg im ostantarktischen Viktorialand. Im südöstlichen Teil der Warren Range ragt er 5 km nordöstlich des Wise Peak an der Westflanke des Deception-Gletschers auf.
Wissenschaftler einer von 1970 bis 1971 durchgeführten Kampagne im Rahmen der neuseeländischen Victoria University’s Antarctic Expeditions nahmen die Benennung vor. Namensgeber ist Alexander Ritchie, Kurator für Fossilien am Australian Museum in Sydney, der bei dieser Kampagne Fossilien von Fischen im Gebiet des Skelton-Firnfelds entdeckt hatte.